# René Harris
René Reynaldo Harris (ur. 11 listopada 1947 w Aiwo, zm. 5 lipca 2008 w Denigomodu) – nauruański polityk, czterokrotny prezydent Nauru.
Był członkiem 18-osobowego nauruańskiego parlamentu od 1977. Pełnił urząd prezydenta Republiki w latach 1999–2000, 2001–2003, 2003 i 2003–2004. Został odsunięty od władzy na rzecz Ludwiga Scotty'ego.
Jego rząd doprowadził do uzyskania przez Nauru członkostwa w ONZ i pełnego członkostwa we Wspólnocie Narodów. 
Harris był krytykowany przez opozycję i międzynarodowe wspólnoty działające przeciw korupcji i na rzecz praw człowieka.
Harris zmarł na atak serca 5 lipca 2008.